# Bermúdez
Bermúdez es un apellido de origen patronímico, relativamente frecuente y repartido por España y América, siendo recurrente en Galicia, Andalucía, Madrid, Barcelona, Murcia y Canarias. Procede del nombre Bermundo, derivado del nombre personal germano Bermund, de –ver-, “jabalí”, y de –mund-, “mano”, entendido como “la protección del guerrero valiente”. Los más antiguos Bermúdez tuvieron su origen en el Suero Bermúdez, que floreció en tiempos del rey Alfonso VI de León (años 1040-1109), y que se halló en la conquista de Andalucía. Así, en antiguos textos se lee: "Fueron Martín Antolínez y Pero Bermúdez, su hermano, y Nuño Gusties de Lincuella, aquellos tres famosos caballeros, que en la villa de Carrión en presencia del rey Alfonso, que ganó a Toledo, se combatieron en estacada con los infantes de Carrión, yernos del Cid, por el ultraje que hicieron a las hijas del Cid en los Robledos de Cortes”. Los Bermúdez probaron, en repetidas ocasiones, su hidalguía ante las Reales Chancillerías de Valladolid y Granada, así como su nobleza para ingresar en las Órdenes Militares. Así, ante la Real Chancillería de Granada probaron su nobleza: Pedro Bermúdez, vecino de Ciudad Real, en 1565; Gonzalo, José y Francisco Bermúdez, vecinos de Ceiza (Murcia), en 1762; Juan Bermúdez, vecino de Murcia, en 1791; Cosme Bermúdez, vecino de Yeste (Albacete), en 1752, etcétera.